# Anoka (Minnesota)
Anoka ist eine Stadt im US-Bundesstaat Minnesota. Das U.S. Census Bureau hat bei der Volkszählung 2020 eine Einwohnerzahl von 17.921 ermittelt. 
Sie ist Verwaltungssitz des gleichnamigen Anoka County und liegt im Norden der Metropolregion der Twin Cities.
Anoka bezeichnet sich selbst als „Halloween-Hauptstadt der Welt“, da im Oktober 1920 dort die vermutlich erste Halloween-Parade stattfand. Jedes Jahr finden neben einer großen Parade auch verschiedene andere Feierlichkeiten statt.

## Geografie
Anoka liegt an der Mündung des Rum River in den Mississippi rund 30 Kilometer nordwestlich von Minneapolis. Nach Angaben des United States Census Bureau beträgt die Fläche der Stadt 18,6 Quadratkilometer, davon sind 1,3 Quadratkilometer Wasserflächen.

## Geschichte
Das Gebiet des heutigen Anoka wurde ursprünglich von den Dakota-Indianern bewohnt, ehe diese später von den Ojibwa westwärts gedrängt wurden. Das Wort Anoka stammt aus der Sprache der Dakota von dem Wort A-NO-KA-TAN-HAN („auf beiden Seiten“) und dem Wort ON-O-KAY („arbeitendes Wasser“) der Ojibwa, in Bezug auf die Lage am Rum River und dem Mississippi. Europäische Einwanderer besiedelten die Region ab 1844. Bis zur Mitte der 1850er Jahre entstand so ein kleines Dorf. In den späten 1840er Jahren wurde mit der forstwirtschaftlichen Nutzung des Waldes begonnen. Das Holz wurde über den Mississippi zu den Sägemühlen nach St. Anthony verschifft. 1853 wurde am Rum River ein Damm gebaut, wenig später ging die erste Sägemühle in Anoka in Betrieb. Das Wachstum der aufstrebenden Stadt wurde mehrmals durch Feuer beeinträchtigt. Fünf große Brände zwischen 1855 und 1884 zerstörten Teile der Stadt. Die schwerwiegendste Katastrophe ereignete sich im Jahre 1884, als bei einem Großbrand insgesamt 86 Häuser zerstört wurden. Jedoch ist noch heute in der Innenstadt Bebauung aus dem ausgehenden 19. Jahrhundert vorhanden und steht unter Denkmalschutz. 1878 erhielt Anoka Stadtrechte.

### Bevölkerungsentwicklung
| 1970   | 1980   | 1990   | 2000   | 2010   | 2020   |
| ------ | ------ | ------ | ------ | ------ | ------ |
| 13.298 | 15.634 | 17.192 | 18.076 | 17.142 | 17.921 |

## Demografische Daten
Nach der Volkszählung im Jahr 2000 leben in Anoka 18.076 Menschen in 7262 Haushalten und 4408 Familien. Die Bevölkerungsdichte beträgt 1046,4 Einwohner pro km². Ethnisch betrachtet setzt sich die Bevölkerung aus rund 93 Prozent weißer Bevölkerung sowie kleineren Minderheiten zusammen.
In 30,9 % der 7262 Haushalte leben Kinder unter 18 Jahren, in 44,5 % leben verheiratete Ehepaare, in 12,0 % leben weibliche Singles und 39,3 % sind keine familiären Haushalte. 31,9 % aller Haushalte bestehen ausschließlich aus einer einzelnen Person und in 11,2 % leben Alleinstehende über 65 Jahre. Die durchschnittliche Haushaltsgröße liegt bei 2,38 Personen, die von Familien bei 3,03.
Auf die gesamte Stadt bezogen setzt sich die Bevölkerung zusammen aus 24,6 % Einwohnern unter 18 Jahren, 11,1 % zwischen 18 und 24 Jahren, 32,2 % zwischen 25 und 44 Jahren, 20,5 % zwischen 45 und 64 Jahren und 11,6 % über 65 Jahren. Der Median beträgt 34 Jahre. Etwa 50,2 % der Bevölkerung ist weiblich.
Der Median des Einkommens eines Haushaltes beträgt 42.659 USD, der einer Familie 55.311 USD. Das Prokopfeinkommen liegt bei 21.367 USD. Etwa 6,8 % der Bevölkerung und 4,7 % der Familien leben unterhalb der Armutsgrenze.

## Eisenbahn
Anoka besitzt eine Haltestelle an der Northstar Line, einer seit 2009 im Betrieb befindlichen Linie des Eisenbahn-Personennahverkehrs, die einige nördliche Vororte mit der Innenstadt Minneapolis’ verbindet.

## Söhne und Töchter der Stadt
- Dick Wildung (1921–2006), American-Football-Spieler
- Garrison Keillor (* 1942), Schriftsteller und Radiomoderator
- Gretchen Carlson (* 1966), Fernsehmoderatorin und Miss America 1989